# Heinz Oepen
Heinz Oepen (* 28. September 1925 in Rommerskirchen; † 28. Januar 2005 in Figueres, Costa Brava) war ein deutscher Musikwissenschaftler, Musikkritiker und Unterhaltungschef des ZDF. 

## Leben
Open veröffentlichte mehrere Beiträge zur Musikgeschichte des Rheinlands, insbesondere zu Köln.
In den 1970er-Jahren publizierte er die Schallplattenreihe Geschichten und Musik. 2003 wurde er mit dem „Golden Globe“ der International Association of VIPs ausgezeichnet.
Der Dirigent Michael Gielen erinnerte sich 2010 an die Zeit, als er in Frankfurt am Main Generalmusikdirektor war: „Wir wurden von Heinz Oepen, Unterhaltungschef beim ZDF, boykottiert. Er hasste moderne Inszenierungen und hat verhindert, dass irgendetwas aufgezeichnet wurde.“

## Schriften (Auswahl)
- Beiträge zur Geschichte des Kölner Musiklebens (= Beiträge zur rheinischen Musikgeschichte, Heft 10), Köln: Arno Volk 1955

## Belege
1. ↑  Prominenten-Club ehrt den Fernsehmacher der 1. Stunde. Abgerufen am 1. Juli 2019.
2. ↑  Irene Bazinger (Hrsg.): Regie: Ruth Berghaus. 1. Auflage. Rotbuch Verlag, Berlin 2010, ISBN 978-3-86789-117-2, S. 34.

| Personendaten    | Personendaten                                                               |
| ---------------- | --------------------------------------------------------------------------- |
| NAME             | Oepen, Heinz                                                                |
| KURZBESCHREIBUNG | deutscher Musikwissenschaftler, Musikkritiker und Unterhaltungschef des ZDF |
| GEBURTSDATUM     | 28. September 1925                                                          |
| GEBURTSORT       | Rommerskirchen                                                              |
| STERBEDATUM      | 28. Januar 2005                                                             |
| STERBEORT        | Figueres, Costa Brava                                                       |